# Nina Perner
Nina Perner (* 10. Februar 1986 in Karlsruhe) ist eine deutsche Skirennläuferin. Sie fährt für den Skiklub Rheinbrüder Karlsruhe, gehört seit 2007 dem Zoll-Ski-Team an und ist im B-Kader des Deutschen Skiverbandes. Ihre Spezialdisziplinen sind Slalom und Riesenslalom.

## Karriere
Im Dezember 2001 nahm Nina Perner erstmals an internationalen FIS-Rennen teil, im Februar 2004 folgten erste Einsätze im Skieuropacup. Ihren ersten und bisher einzigen Podestplatz im Europacap erreichte sie im Februar 2007 als Dritte beim Slalom in Pal. Im Dezember 2008 belegte sie beim NorAm-Cup-Slalom in Loveland den zweiten Platz.
Am 25. Februar 2007 kam Nina Perner beim Slalom in der Sierra Nevada zu ihrem ersten Weltcup-Einsatz. Zwei Wochen später gewann sie als 26. des Slaloms von Zwiesel ihre ersten Weltcuppunkte. Ihr größter nationaler Erfolg ist der Gewinn der Deutschen Meisterschaft im Slalom am 20. März 2010 in Todtnau. Im Weltcup erreichte sie am 11. Januar 2011 mit Platz zwölf im Slalom von Flachau ihr bisher bestes Ergebnis.

## Erfolge

### Weltcup
- 3 Platzierungen unter den besten 15

### Europacup
- 1 Podestplatz

### Weitere Erfolge
- Deutsche Meisterin im Slalom 2010
- 1 Podestplatz im Nor-Am Cup
- 4 Siege in FIS-Rennen